# Longobarden in Italië. Plaatsen van macht (568-774 na Christus)
Longobarden in Italië. Plaatsen van macht (568-774 na Christus) is sinds 2011 de naam van een werelderfgoed in Italië. Dit werelderfgoed bestaat uit zeven gebouwencomplexen.
Alle bouwwerken zijn door het Germaanse volk de Longobarden gebouwd in de periode tussen 568 en 774.  
De zeven gebouwencomplexen zijn:
1. In Cividale del Friuli: het Gastaldagagebied met het pauselijke complex
2. In Brescia: het monumentale gebied van het Forum Romanum en het complex van het Klooster van Santa Giulia met de Kerk van San Salvatore
3. In Castelseprio: het castrum met de Torbatoren en de kerk buiten de muren, Santa Maria foris portas
4. In Spoleto: de basiliek van San Salvatore
5. In Campello sul Clitunno: de Clitunno Tempietto
6. In Benevento: het Santa Sofiacomplex
7. In Monte Sant'Angelo: het Heiligdom van San Michele